# Сарыарык (Ордабасинский район)
Сарыарык (каз. Сарыарық, до 1999 г. — Социализм) — село в Ордабасинском районе Туркестанской области Казахстана. Входит в состав Карааспанского сельского округа. Код КАТО — 514643900.

## География
Сарыарык находится на юге Казахстана примерно в 25 км к юго-западу от районного центра села Темирлановка.

## Население
В 1999 году население села составляло 839 человек (416 мужчин и 423 женщины). По данным переписи 2009 года, в селе проживало 1158 человек (548 мужчин и 610 женщин).

## Археология
- Раскопки городища Куль-Тобе близ посёлка Сарыарык (Социализм) на террасе реки Арысь (N 42`29.532`E 068`57.756`) на территории Южно-Казахстанской области в 2006 году, сделанные казахскими археологами во главе с доктором исторических наук А. Н. Подушкиным, по отдельным утверждениям, позволяют отождествить культуру кангюйцев с народами скифского круга[5]. В трёх могилах воинов-номадов, живших около двух тысяч лет назад, найдены керамика (большие кувшины или хурмы) и оружие (наконечники стрел, ножи, луки и кинжалы). На керамических кирпичах-таблицах найдены 13 эпиграфических памятников — два почти полных текста и одиннадцать фрагментов[6]. Письменность после дешифровки определена как алфавитная, строчная, арамейская, которая также включает идеограммы. Она маркирует один из восточных диалектов древнеиранского языка. Палеографический и языковой анализ культобинского письма показал, что оно датируется II — началом III века н. э., то есть более, чем на век древнее, так называемых, «Старых согдийских писем»[7]. Речь идёт об основании города человеком по имени Сападани[8][9].